# Station Stare Juchy
Station Stare Juchy is een spoorwegstation in de Poolse plaats Stare Juchy.